# 天栄寺
天栄寺（てんえいじ）は、東京都文京区にある浄土宗の寺院。

## 歴史
元和3年（1617年）、天輪によって開山された。天輪は俗名「多門主膳重吉」といい、大坂の陣で徳川方として武勲を立てていた。江戸に来た際に、戦で苦しんでいる衆生を目の当たりにし、戦のない世の中を築くためには仏教の教えを広めるしかないとして、出家して当寺を創建することになった。
元々は本郷菊坂に位置していたが、明暦3年（1657年）の明暦の大火で現在地に移転した。その際に「徳業院」を吸収合併している。

## オリンピックの菊
1964年東京オリンピックに際し、晴れ舞台を演出するため、開花した菊で会場を彩ることになった。現在の庫裏があるところは、当時は芝生で、周りにも高層建築がなかったことから日当たりが良かった。そこで急遽ビニールハウスが建てられ、約3,000本の菊が栽培され、会場に出荷された。

## 墓所
- 佐藤冬嶺（儒学者）
- 前田泰次（東京芸術大学名誉教授）
- 角田家

墓石の形状が、なぜか酒樽の形になっている。

## 交通アクセス
- 本駒込駅より徒歩1分（経路案内）。